# Nemunėlio Radviliškis (kolonia)
Nemunėlio Radviliškis − kolonia na Litwie, w okręgu poniewieskim, w rejonie birżańskim, w gminie Nemunėlio Radviliškis. W 2011 roku liczyła 28 mieszkańców.